# 安達清経
安達 清経（あだち きよつね）は、平安時代末期から鎌倉時代初期の武士。源頼朝の雑色。

## 出自と呼称
『吾妻鏡』などはその身分を領地を持たずに主の側近・雑務を務める雑色とし、『平家物語』で「下﨟なれども以ての外さかざかしいやつ」といわれるように出自は低かったが、才覚を認められて取り立てられた人物とみなされている。事実、幕府官制が整うまでの短期間ではあったが創成期における雑色の政治的活動は目覚ましいものがあり、御家人監視や謀反人となった源義経探索などに従事したようである。なお流布本『平治物語』によれば、平治の乱に敗れて落ち延びた源頼朝を近江国浅井郡で匿った老夫婦がおり、頼朝が近江を離れる際には老夫婦の子息が着ていた小袖の上に直垂を着けたという。後年、頼朝が流罪になって以来初めて上洛した際に老夫婦と再会してその子息を取り立てて近江冠者と名乗らせたが、これが足立新三郎清経であるとしている。
『吾妻鏡』では主に安達新三郎と表記されるが、『平治物語』『平家物語』などがそうであるように苗字を「足立」とする個所もある。諱は建久4年6月25日条には「清恒」、同6年2月8日条には「清経」とする。『東寺百合文書』補注では「清恒」、『平治物語』『源平盛衰記』では「清経」とする。

## 略歴
『吾妻鏡』における初見は元暦元年（1184年）8月3日条で、在京中の源義経に対して三日平氏の乱に加わった平信兼の子息らの追討を命じる鎌倉の頼朝の命令を伝達している。このように鎌倉と京都を結ぶ飛脚としての活動が目立ち、文治2年（1186年）には九条兼実の摂政就任工作に関与。文治5年（1189年）には奥州合戦の経過報告書を朝廷へ送付。建久2年（1191年）には九条良経へ嫁ぐ一条能保の娘が持参する絹を京都へ送達。建久4年（1193年）には文覚が備前国の東大寺造営料を押領していることを譴責するため、梶原朝景とともに上洛。建久6年（1195年）には頼朝上洛のための街道整備の先触れを務めている。また建久7年（1196年）には若狭国へ派遣され、国内の武士33名の交名表を提出させている。
『平家物語』によれば頼朝の命で源義経に仕えつつその動向を鎌倉へ報告する間諜を務め、文治元年（1185年）に土佐坊昌俊による義経襲撃が起こると鎌倉に馳せ戻ってこのことを復命したという。『吾妻鏡』によれば、文治2年（1186年）に京都で捕らえられた源義経の愛妾・静御前が母の磯禅師ともども鎌倉に送られてくると、その拘留先として清経の邸宅が選ばれており、同年静御前が義経の男子を出産するとその遺棄を命じられている。静御前は喚き叫んで男子の引き渡しを拒んだが、清経がしきりに譴責したためついに磯禅師から引き渡され、命令通り男子は由比ヶ浜に遺棄された。
後裔と伝わる家として石川県宝達志水町散田の地内安達氏がある。清経の子である安達宗経が倶利伽羅峠の戦いの後に能登国羽咋郡金谷の地に土着し、同地に散田天神社を創建したという。